# Dujon Sterling
Dujon Henriques Sterling, né le 24 octobre 1999 à Londres, est un footballeur anglais qui évolue au poste de défenseur avec les Glasgow Rangers.  

## Biographie

### En club
Formé au Chelsea FC, Dujon Sterling prend part à sa première rencontre au niveau professionnel en entrant en cours de jeu contre Nottingham Forest en Coupe de la Ligue anglaise le 20 septembre 2017. Il participe à un autre match de coupe lors de cette saison 2017-2018.
Le 27 juin 2018, Sterling est prêté pour une saison à Coventry City. Il participe à quarante matchs toutes compétitions confondues sous le maillot du club de D3 anglaise.
Le 1er août 2019, il est de nouveau cédé en prêt pour une saison, cette fois à Wigan Athletic, qui évolue en D2 anglaise.

### En sélection
Dujon Sterling participe au championnat d'Europe des moins de 17 ans en 2016 avec l'équipe d'Angleterre. Il joue deux matchs et délivre deux passes décisives lors de cette compétition, mais l'Angleterre s'incline en quarts de finale contre l'Espagne.
L'année suivante, il prend part au championnat d'Europe des moins de 19 ans que l'Angleterre remporte.
En 2018, il participe de nouveau au championnat d'Europe des moins de 19 ans qui se déroule en Finlande.

## Statistiques
| Saison                | Club                  | Championnat           | Championnat | Championnat | Coupe nationale | Coupe nationale | Coupe de la Ligue | Coupe de la Ligue | Compétition(s) continentale(s) | Compétition(s) continentale(s) | Compétition(s) continentale(s) | Total | Total |
| Saison                | Club                  | Division              | M.          | B.          | M.              | B.              | M.                | B.                | Comp.                          | M.                             | B.                             | M.    | B.    |
| 2017-2018             | Chelsea FC            | Premier League        | -           | -           | 1               | 0               | 1                 | 0                 | -                              | -                              | -                              | 2     | 0     |
| Sous-total            | Sous-total            | Sous-total            | -           | -           | 1               | 0               | 1                 | 0                 | -                              | -                              | -                              | 2     | 0     |
| 2018-2019             | Coventry City (prêt)  | League One            | 38          | 0           | 1               | 0               | 1                 | 0                 | -                              | -                              | -                              | 40    | 0     |
| 2019-2020             | Wigan Athletic (prêt) | Championship          | 8           | 0           | 1               | 0               | 1                 | 0                 | -                              | -                              | -                              | 10    | 0     |
| 2021-2022             | Blackpool FC (prêt)   | Championship          | 24          | 0           | 1               | 0               | -                 | -                 | -                              | -                              | -                              | 25    | 0     |
| 2022-2023             | Stoke City (prêt)     | Championship          | 15          | 0           | 1               | 0               | -                 | -                 | -                              | -                              | -                              | 16    | 0     |
| Sous-total            | Sous-total            | Sous-total            | 85          | 0           | 4               | 0               | 2                 | 0                 | -                              | 0                              | 0                              | 91    | 0     |
| 2023-2024             | Rangers FC            | Premiership           | 12          | 0           | -               | -               | 4                 | 0                 | C1+C3                          | 2+2                            | 0+0                            | 20    | 0     |
| Sous-total            | Sous-total            | Sous-total            | 12          | 0           | 0               | 0               | 4                 | 0                 | -                              | 4                              | 0                              | 20    | 0     |
| Total sur la carrière | Total sur la carrière | Total sur la carrière | 97          | 0           | 5               | 0               | 7                 | 0                 | -                              | 4                              | 0                              | 113   | 0     |

## Palmarès

### En club
- Rangers FC
  - Vainqueur de la Coupe de la Ligue écossaise en 2023-2024
  - Finaliste de la Coupe de la Ligue écossaise en 2024-2025

### En sélection
- Vainqueur du championnat d'Europe des moins de 19 ans en 2017.